# María Inés Horvitz
María Inés Alejandra Horvitz Lennon es una abogada y académica chilena, especializada en derecho penal y derecho procesal penal. Entre 2006 y 2023 fungió como abogada consejera del Consejo de Defensa del Estado de Chile.

## Biografía
En 1979 ingresó a la Universidad de Chile a estudiar Derecho, carrera que terminaría en marzo de 1984. El 12 de diciembre de ese año realiza el examen de término para obtener el grado de licenciada en Ciencias Jurídicas y Sociales. En 1985 realiza su memoria intitulada La responsabilidad penal del médico. La práctica jurídica la realiza entre enero y julio de 1985 en la Cárcel Pública de Santiago. En diciembre de 1984 aprueba su licenciatura con distinción máxima. El 19 de agosto de ese año obtiene el título de Abogado por la Corte Suprema de Justicia de Chile.
Entre septiembre de 1985 y diciembre de 1988 realiza estudios de doctorado en Barcelona (Universidad Autónoma de Barcelona) bajo la dirección del catedrático profesor Juan Bustos Ramírez, obteniendo el grado de doctora el 14 de abril de 1989 (apto "cum laude"). Entre marzo y diciembre de 1989 trabaja en el Instituto Max Planck de Derecho Penal Internacional y Comparado, en la ciudad de Friburgo de Brisgovia, Alemania, en la sección de España y Latinoamérica.
Desde su regreso a Chile, imparte clases en diversas universidades hasta obtener, mediante concurso público, el grado de ayudante en la Facultad de Derecho de la Universidad de Chile (1993), ostentando actualmente la jerarquía de profesora titular. Además es directora del Centro de Estudios de la Justicia de la Facultad de Derecho de la Universidad de Chile. En 1995 formó parte —junto a Cristián Riego y Jorge Bofill— de la comisión técnica que redactó los anteproyectos de ley que dieron origen a la reforma procesal penal.
En octubre de 1990 ingresó a trabajar como abogado al Consejo de Defensa del Estado de Chile (CDE) y desde junio de 2006 es Abogada Consejera del Consejo. En ese rol, adquirió notoriedad mediática al ser una de las querellantes, junto a su presidente Juan Ignacio Piña, en el Caso Penta.

## Obras
- Horvitz, María Inés; López M., Julián (2007). Derecho Procesal Penal Chileno, Tomo I (Reimpresión de la 1ª edición edición). Santiago de Chile: Editorial Jurídica de Chile. pp. 638 págs. ISBN 956-10-1402-5.

- Horvitz, María Inés; López M., Julián (2007). Derecho Procesal Penal Chileno, Tomo II (Reimpresión 1º edición edición). Santiago de Chile: Editorial Jurídica de Chile. pp. 660 págs. ISBN 956-10-1584-6.